# Матар Діеє
Матар Діеє (фр. Matar Dieye, нар. 10 січня 1998) — сенегальський футболіст, нападник клубу «Гориця».

## Клубна кар'єра
Футболом розпочав займатися в столичному сенегальському клубі «Дару Салам» під керівництвом відомого сенегальського футболіста Рожера Менді. У 15 річному віці переїхав до Італії. Виступав у Прімавері в клубах «Ювентус», «Віченца», «Сацілезе» (оренда) та «Торіно». У дорослому футболі дебютував 23 квітня 2016 року в програному (0:3) домашньому поєдинку 38-о туру Серії B проти «Спеції». Матар вийшов на поле на 86-й хвилині, замінивши Філіпа Райчевича.
З липня 2017 року перебував без клубу, наприкінці листопада того ж року підписав контракт з мальтійським «Таршіен Райнбоус». Дебютував за нову команду 26 листопада 2017 року в програному (0:3) домашньому поєдинку 12-о туру Прем'єр-ліги Мальти проти «Гіберніанс». Діеє вийшов на поле на 51-й хвилині, замінивши Матео Дезіра Буттігега. Єдиним голом у футболці «Таршіен» відзначився 10 грудня 2017 року на 37-й хвилині (реалізував пенальті) переможного (3:2) виїзного поєдинку 13-о туру Прем'єр-ліги проти «Сент-Ендрюс». Матар вийшов на поле в стартовому складі та відіграв увесь матч, а на 41-й хвилині отримав жовту картку. У мальтійській Прем'єр-лізі зіграв 7 матчів, відзначився 1 голом. З початку липня по кінець жовтня 2018 року перебував у статусі вільного агента, допоки не підписав контракт з клубом Серії D «Есте». У команді перебував близько 3-х місяців. Через проблеми з документами змушений був виїхати з Італії.
17 січня 2019 року підписав контракт з «Олімпіком». Дебютував у футболці донецького клубу 23 лютого 2018 року в програному (1:2) виїзному поєдинку 19-о туру Прем'єр-ліги проти «Маріуполя». Матар вийшов на поле в стартовому складі та відіграв увесь матч. Наприкінці сезону 2018/19 років в останніх 5-и турах Прем'єр-ліги відзначився 5-а голами, завдяки чому став найкращим бомбардиром «Олімпіка» того сезону. Влітку 2019 року побував на перегляді в «Динамо», проте перехід не відбувся через те, що президенти київського та донецького клубу не змогли домовитися про перехід Матара, через що сенегалець продовжив виступи в «Олімпіку».
10 лютого 2020 року був відданий в оренду в «Карпати» (Львів), де дограв сезон 2019/20, після чого у статусі вільного агента перейшов у хорватську «Горицю» (Велика Гориця), підписавши з нею трирічну угоду.

## Особисте життя
Батько — Тідіан Діеє — проживає в Італії, працює бухгалтером. Мати — Сейнабу Ка — домогосподарка, проживає в Сенегалі. Брат — Фаллу Діеє — також футболіст, виступає на позиції воротаря в клубі італійської Серії B «Модена», а також захищає кольори молодіжної збірної Сенегалу. Має також ще 2-х братів, яким станом на 2019 рік виповнилося 8 та 4 роки відповідно. Обоє проживають з матір'ю в Сенегалі.